# Fortaleza de Bač
La fortaleza de Bač (en serbio Bačka tvrđava) es un castillo medieval situado en la provincia Autónoma de Voivodina, conocida también como Voivodina, muy cerca del municipio de Bač, Serbia.

## Historia
Fue construido en el siglo XIV hasta la época del rey Carlos Roberto de Hungría (1310-1342). Cuenta con ocho torres, varias cámaras del administrador del condado, cocina y granero, etc. El castillo fue una importante sede militar, política, cultural y eclesiástica. En el siglo XVII, el viajero turco Evliya Çelebi visitó la fortaleza, que describió como una ciudad rodeada por un foso grande.
Durante la rebelión Rákóczi (1703-1711) la fortaleza fue incendiada, destruida y abandonada. A lo largo de la historia fue reconstruida varias veces. Sin embargo, el castillo fue una de las edificaciones mejor conservadas en la Voivodina.
De las ocho torres originales que alguna vez conformaron la fortaleza, solo existen los restos de cuatro torres laterales y una torre de 18 metros de altura, que fue reconstruida en gran parte.